# Spanische Wand

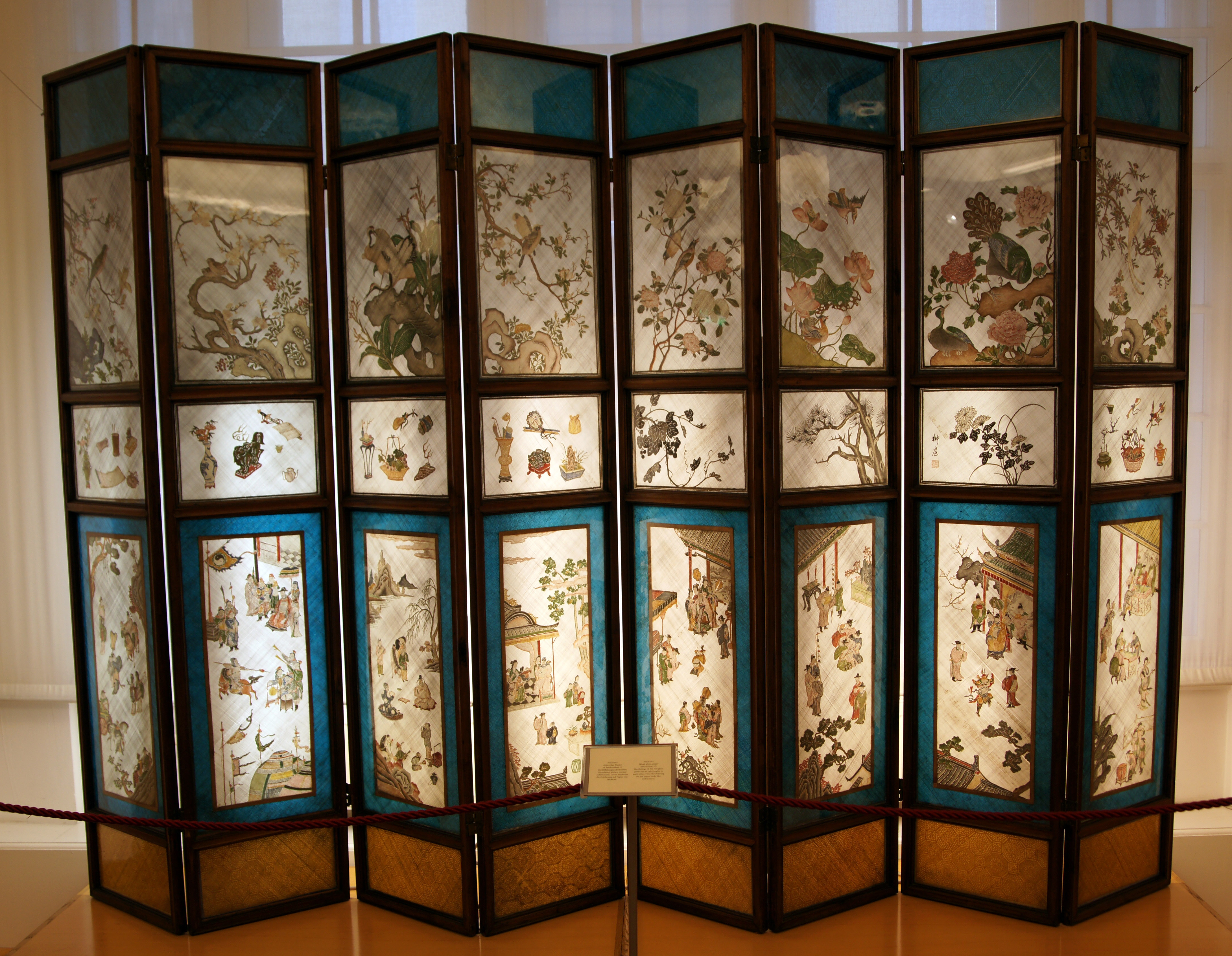
Chinesischer Wandschirm im Hofmobiliendepot Wien, 18. Jh.

Die spanische Wand, auch bekannt als Wandschirm oder (der oder das) Paravent (IPA: [paʁaˈvɑ̃], anhörenⓘ; französisch paravent, italienisch paravento, „den Wind Abhaltender“), ist eine zusammenlegbare und überall aufstellbare Wand, die zum Schutz gegen Wind auf Balkonen und in Gärten, gegen Funkenflug bei Öfen oder auch in Räumen als Sichtschutz oder Trennelement dient.
Sie besteht aus einzelnen mit Scharnieren verbundenen Rahmen (Leporello), die mit Stoff oder Tapete überzogen sind und mehr oder weniger künstlerische Ausschmückungen tragen. Sie können damit leicht jede beliebige Krümmung annehmen und flexibel aufgestellt oder abgebaut werden.

## Geschichte
Anders, als der Name vermuten lässt, wurde die spanische Wand als Raumteiler nicht in Spanien erfunden – dort und in Portugal biombo genannt von japanisch byōbu, sondern stammt aus China. In der chinesischen Architektur ist sie auch heute noch weit verbreitet. Ursprünglich diente die spanische Wand in China als Windschutz, auf Chinesisch píngfēng – 屏風 / 屏风 – „Windabschirmung, Windschirm, Wind-Stellwand“ genannt. Erste gefundene Exemplare stammen bereits aus der Han-Dynastie (206 v. Chr. bis 220 n. Chr.). In Japan übernahm man die Funktion des Paravents und fügte ein eigenes Design hinzu (Japanischer Wandschirm).
Aus Asien gelangten die Raumteiler nach Europa, vor allem nach Frankreich. In den französischen und wenig später auch in den spanischen Königshäusern dienten die oft reich verzierten Raumteiler als Sichtschutz für Adlige, die sich hinter dem Schutz der spanischen Wand ankleideten oder dort ihre Notdurft verrichteten. Das Holzgestell der Trennwände war meist mit edlen Stoffen wie Brokat oder Samt umhüllt und mit künstlerischen Gemälden verziert.
Heute gehört die spanische Wand zum Designelement der modernen Inneneinrichtung. Zur Bespannung werden zumeist Vlies, Papier oder Tapete verwendet. Daneben gibt es auch Raumteiler, die aus Holz oder Bambus gefertigt werden. Letztere Varianten sind besonders wetterfest und eignen sich daher als Sichtschutz im Außenbereich, zum Beispiel im Garten oder auf dem Balkon. Je nach Funktion, welche der Paravent erfüllen soll – als Raumteiler oder als Sichtschutz – gibt es ihn in unterschiedlichen Größen und unterschiedlicher Transparenz.